# شلیان، کردامیر
شلیان (به ترکی آذربایجانی: Şilyan) یک منطقهٔ مسکونی در جمهوری آذربایجان است که در شهرستان کردامیر واقع شده‌است.